# Vedic Cheruiyot
Vedic Cheruiyot (ur. 5 marca 1996) – kenijski lekkoatleta specjalizujący się w biegach długich.
W 2013 został wicemistrzem świata juniorów młodszych w biegu na 3000 metrów.
Rekord życiowy: bieg na 3000 metrów – 7:52,0 (11 czerwca 2013, Nairobi). 

## Osiągnięcia
| Rok  | Impreza                               | Miejsce | Konkurencja    | Pozycja    | Wynik   |
| ---- | ------------------------------------- | ------- | -------------- | ---------- | ------- |
| 2013 | Mistrzostwa świata juniorów młodszych | Donieck | bieg na 3000 m | 2. miejsce | 7:55,60 |